# Frankenmarkt
Frankenmarkt je městys v okrese Vöcklabruck v Horních Rakousích. Příslušný soudní okres je v místě.

## Geografie
Frankenmarkt leží ve výšce 536 m n. m. ve „Hausruckviertelu“. Od severu k jihu měří 5,2 km. Celková výměra činí 18,4 kilometrů čtverečních, 31,5 % plochy je zalesněno, 58,7 % plochy je využíváno pro zemědělství.

### Části obce
Asten, Auleiten, Buchscharten, Danzenreith, Frankenmarkt, Gries, Gstocket, Höhenwarth, Haitzenthal, Hauchhorn, Hussenreith, Kritzing, Kühschinken, Moos, Mühlberg, Piereth, Pointen, Röth, Raspoldsedt, Rudlberg, Schwaigern, Schwertfern, Stauf, Unterrain und Wimm.

## Historie
V roce 487 odcházejí Římané. Mezi lety 500 až 700 přicházejí osídlovat území Bavoři.
Dnešní Frankenmarkt vznikl teprve roku 1160 z tehdejšího „Habbingenu“, ale počátek osídlení místa je výrazně staršího data.
V roce 1236 Frankenmarkt povýšil na městys císař Friedrich II. Štaufský (1194-1250).
Roku 1289 se Frankenmarkt dostává pod „Schaumburger“.
Panství kupuje v roce 1351 Habsburské panstvo. Tím se Frankenmarkt stává součástí majetků rodu Habsburků.
Krátce mezi lety 1810 a 1816 patřil Frankenmarkt pod království Bavorské. Obec Frankenmarkt byla založena v roce 1848.

### Znak
Znak byl obci propůjčen roku 1976.

## Politika
Starostou městyse je od roku 2017 Peter Zieher z ÖVP.

### Starostové
- 2003–2017 Manfred Hadinger (ÖVP)
- 2017 Helmut Wesenauer (ÖVP; do 16. listopadu 2017)

## Obyvatelstvo

### Vývoj počtu obyvatel
V roce 1991 měla obec 3233 obyvatel, 2001 pak 3508 obyvatel.

### Čestní občané
- 2004: August Starzinger - podnikatel.[1]
- 2004: Guntram Weissenberger (* 1926) – rakousko-americký architekt, podnikatel.[1]
- 2004: Martin Wilhelm.[1]

### Významní rodáci
- Helmut Krackowizer (29. dubna 1922 – 22. říjen 2001, Salcburk) - motocyklový závodník a motoristický novinář.
- Dr. Franz Neidl (12. únor 1917 – 11. listopad 2009, Salcburk) - významná osobnost hospodářské komory v Salcburku po druhé světové válce.